# Aiuruoca
Aiuruoca este un oraș din unitatea federativă Minas Gerais, Brazilia.